# Nuit des barricades de Mai 68
La Nuit des barricades est un événement très important de Mai 68 ,,, survenu du 10 au 11 mai 1968, qui a fait basculer les manifestations de Mai 68 de quelques milliers de manifestants à une grande manifestation le 13 mai 1968 en réunissant des centaines de milliers de personnes à Paris, avec des déclinaisons dans la plupart des villes de France.
Exactement une semaine plus tôt avaient eu lieu, le vendredi précédent, des affrontements spontanés entre étudiants et policiers à la suite de l'ordre, inattendu, donné à ces derniers, d'arrêter plusieurs dizaines d'étudiants qui participaient à un meeting dans la cour de la Sorbonne. Ces affrontements avaient été suivis les lundi, mardi et mercredi suivants de protestations pour obtenir la libération des personnes détenues, ce qui sera accepté par le Premier ministre Georges Pompidou dès son retour de voyage le 11 mai.

## Histoire

### Manifestations de la soirée
La mobilisation des lycéens, absents des manifestations précédentes, augmente rapidement le vendredi 10 mai et revient à tripler l'importance de celle des étudiants au premier jour des affrontements, alors complètement imprévus, avec la police devant la Sorbonne le 3 mai.
Le 5 mai, les comités d'action lycéens avaient appelé à la manifestation du 10 mai et le lendemain à la grève dans les lycées, par solidarité avec les étudiants victimes de la police le 3 mai au quartier latin. Le 10 mai, ils sont environ 10 000 selon des estimations.
La jonction des lycéens avec les étudiants s'opère vers 18h30 et forme un cortège de plus de 10 000 manifestants selon la police, qui part à l'hôpital Saint-Antoine, vérifier qu'il n’y a pas eu de morts lors des précédentes manifestations, puis scande "à l'ORTF !"  pour protester contre la couverture des médias, mais elle apprend que la rive droite est bloquée par des CRS ayant pour objectif de protéger l'accès aux Champs-Élysées et au palais présidentiel.

### Meetings de la Mutualité
Le même soir, plusieurs meetings ont lieu au Palais de la Mutualité. L'un d'eux est organisé en soutien au journal anarchiste Le Monde Libertaire. Comme tous les ans ou presque, Léo Ferré est la tête d'affiche du "gala" donné à la Mutualité en faveur du journal. "Vers dix-huit heures trente, après avoir réglé la balance, et pour attendre le lever de rideau, Ferré s'est attablé dans un bistrot de la place Maubert", au moment où passent des manifestants, dont un le reconnaît, et qui l'entourent aux cris de "Ferré avec nous", mais il répond qu'il doit chanter et ne participera pas à la manifestation.
L'autre meeting de la Mutualité ce soir-là est un peu plus tard organisé par les trotskistes de la Fédération des étudiants révolutionnaires (FER) comme première étape d'une prochaine manifestation internationale en soutien aux étudiants,.
A l’issue du meeting, sur le parvis de la Mutualité, plusieurs participants s’apprêtent à remonter le boulevard pour rejoindre les barricades situées un peu plus haut sur la Montagne Sainte-Geneviève, en direction du Jardin du Luxembourg et l'un des dirigeants de la FER a pris le mégaphone pour rappeler le projet de grande manifestation mais sans pouvoir décourager ses militants de rester sur place. La FER décida alors de se diriger vers le Boulevard Saint Michel pour le remonter vers les barricades et d'y aller en manifestation en scandant le slogan « 500 000 travailleurs au quartier latin », jusqu’à la hauteur de Cluny, où la manifestation s'est fondue dans la foule et où une discussion a opposé, par mégaphone interposés, Claude Chisserey, leader de la FER à la Sorbonne, et Nicolas Baby, élève de philosophie au lycée Henri IV, militant pabliste et « membre du secrétariat exécutif des comités d’action lycéens », qui sera blessé à la tête par la police pendant la nuit, comme plusieurs centaines de manifestants. La direction du parti lambertiste était alors divisée : Claude Chisserey et Charles Berg voulaient participer aux barricades, tandis que Stéphane Just, François de Massot et Claude Chisserey s’y opposaient, craignant une dispersion des forces entre étudiants et syndicats.
Selon plusieurs témoignages réunis par les historiens, des participants à chacun de ces deux meetings ont ensuite rejoint les barricades, principalement situées autour de la rue Gay-Lussac, les deux sites étant distants à vol d'oiseau d'un peu plus d'un demi-kilomètre.

### Censure du reportage de Panorama
La première des deux chaînes de l'ORTF doit diffuser, comme tous les vendredis à 20h30, l'émission de reportages Panorama et, pour la première fois, a préparé des images des précédentes manifestations, en donnant en plus la parole, aussi pour la première fois, aux protagonistes de la crise : côté leaders syndicaux Jacques Sauvageot (UNEF) et Alain Geismar (SNESup), côtés autorités le préfet de police Maurice Grimaud et le recteur d'académie Jean Roche. Michel Honorin et Jean-Pierre Chapel ont réalisé pendant trois jours des interviews des intéressés. L'équipe du magazine a appris trois-quarts d'heure avant la diffusion que le gouvernement s'y oppose, par décision des ministres de l'Information et de l'Éducation nationale. L'ORTF doit la remplacer au pied levé par un sujet sur les notaires.
Près de 65 % des Français reçoivent à cette époque la première chaîne et 42 % la seconde, lancée en 1964 et qui a tout juste commencé sa diffusion en couleur en 1967. Les producteurs de Panorama étaient passés outre les consignes de la direction de l’information et craignaient que la censure remonte à l'échelle du gouvernement.

### Réaction des journalistes de l'ORTF
Le lendemain, ils feront parvenir un communiqué de protestation à l’AFP, signé aussi par ceux d'une autre institution télévisée de l'époque, Zoom (émission de télévision), qui a également prévu un reportage avec Jacques Sauvageot (UNEF) et Alain Geismar (SNESup). Les signataires incluent également les équipes de Caméra III et de Cinq colonnes à la une (Pierre Desgraupes, Pierre Dumayet, Igor Barrère, André Harris, Alain de Sédouy, Philippe Labro, et Henri de Turenne). L'ORTF accepte de diffuser le lendemain samedi le reportage de Panorama, mais sans la séquence sur les leaders étudiants, ce qui déclenche une large dénonciation de la censure.

### Colère montant chez les manifestants
Durant le soir du 10 mai, la colère est montée aux alentours de 20 heures. Le Monde l'évalue, à ce moment-là, « à plus de vingt mille personnes ». Selon lui, le « service d'ordre de l'UNEF encadre très étroitement les manifestants et fait une haie » lorsqu'il passe devant des lignes de CRS casqués, qui « font, de leur côté, preuve de sang-froid » et « ne réagissent pas aux invectives », selon les strictes consignes « données de ne répondre à aucune provocation sous quelque forme que ce soit ».
À 20 h 20, le cortège arrive au carrefour des boulevards Saint-Germain et Saint-Michel et remonte ce dernier, le seul où « aucun barrage n'est disposé ». Des manifestants s'arrangent alors pour « que dans chaque rue tenue par les policiers un groupe vienne prendre place ». Personne ne parle encore de barricades. Des petits groupes arrachent grilles d'arbres et panneaux de signalisation, ou dépavent, s'opposant à d'autres manifestants attachés au pacifisme, souvent en prétextant des « mesures défensives » en cas d'attaque. Plus tard, 2 cars de police foncent dans la foule, place Edmond-Rostand, pour échapper à des pavés, mais des membres du service d'ordre apaisent les autres étudiants.
Les radios périphériques détaillent le déroulement de la nuit minute par minute, la censure de Panorama s'ajoute à leur présence remarquée, pour entraîner une focalisation de la foule sur la nécessaire impartialité télévisée, ce qui fait surgir une "hypertrophie" de la colère contre la "censure", sur laquelle va titrer Le Monde, dès son prochain numéro, jugeant "scandaleux" que 25 millions de téléspectateurs soient privés du reportage attendu. À 20h40, Jacques Sauvageot (UNEF) et Alain Geismar (SNESup) demandent sur les radios privées que l’on occupe le Quartier latin "coûte que coûte".
À 21h15, la première barricade est déjà dressée à Paris au Quartier latin, à travers la rue Le Goff. Les habitants passent de l'eau aux étudiants asphyxiés par les lacrymogènes, pour nettoyer leurs yeux. Les barricades se succèdent : rue Royer-Collard, rue Saint-Jacques, rue des Irlandais, rue de l'Estrapade, angle des rues Claude-Bernard et Gay-Lussac, puis celui des rues Saint-Jacques et des Fossés-Saint-Jacques.

### Tentatives de rencontre avec les représentants UNEF et Snesup
Louis Joxe, ministre de la Justice depuis avril 1967, est le chef de gouvernement par intérim, en attendant le retour de Georges Pompidou. Il a chargé François Sarda d'entrer en contact avec les responsables étudiants. Ce dernier a défendu Cohn-Bendit en février après les émeutes de Nanterre mais il a depuis été remplacé, comme avocat du syndicat étudiant par Henri Leclerc, car le PSU dont ce dernier est membre est à la tête de l'UNEF.
Alain Peyrefitte, ministre de l'éducation est lui est en contact avec le secrétaire général de la Fédération de l'Éducation nationale (FEN), James Marangé et lui a confié lui aussi une mission de conciliation, ce qu'il annonce vers 20 heures à Louis Joxe, en allant le rencontrer au ministère de la Justice .
Louis Joxe presse alors Alain Peyrefitte d'organiser une réunion avec les leaders étudiants et enseignants, ce que Peyrefitte répercute au recteur Roche, qui est sous son autorité. James Marangé a prévu et convenu avec Louis Joxe que le secrétaire général adjoint du SNESup, Pierre Fontaine va attendre Jacques Sauvageot dans une rue convenue. Auparavant ce dernier doit donner à la radio un signe qu'il accepte de négocier  , mais il ne se rend pas dans la rue convenue, où Pierre Fontaine téléphone toutes les 15 minutes puis finit par s'en aller à 23 heures.
Les rapprochements tentés par Sarda et par Marangé vont échouer et sont abandonnés vers 23 heures après les dialogues à la radio entre le vice-recteur et les représentants UNEF et Snesup.

### Dialogues à la radio entre le vice-recteur et les représentants UNEF et Snesup
Le vice-recteur Claude Chalin, qui semble ne pas avoir d'instruction précise de la part du gouvernement, tente un dialogue avec Alain Geismar en direct à la radio, sur les ondes de RTL: il est prêt à le rencontrer. Chaslin lui propose même sur RTL de se déplacer sur le lieu qui lui convient mais Alain Geismar l'avertit que la seule réponse attendue est l'amnistie des étudiants incarcérés: "ce n'est pas la peine que vous vous dérangiez", si aucune amnistie prévue, dit-il. C'est la condition préalable à tout dialogue. Chaslin lui répond qu'il va prendre contact avec le ministre. Jacques Sauvageot, vice-président de l'UNEF dit la même chose au même moment sur les ondes d'Europe 1. Sur RTL, le rédacteur en chef, Jean-Pierre Farkas doit interrompre Geismar, car il sait déjà qu'il sera accusé d'avoir servi de relais à l'information des manifestants durant la soirée: « RTL doit reprendre ses responsabilités » et « nous ne sommes pas des négociateurs », dit-il.
Jacques Monod et François Jacob, prix Nobel, téléphonent au ministre mais sans succès. C'est le ministre qui téléphone à Chaslin pour le rappeler à l'ordre.
À 22 h 05, un communiqué du recteur Jean Roche (recteur) propose à son tour de recevoir les représentants des étudiants. L'information est répétée à minuit en précisant qu'il a été en contact téléphonique avec Alain Peyrefitte, ministre de l'éducation nationale.
Philippe Labro, alors journaliste au Journal du dimanche. Il lance un « bravo ! » aux radios privées RTL et Europe1 dans les colonnes du JDD, le dimanche 12 mai, pour les féliciter d'avoir couvert l'événement en direct en utilisant les fréquences de la police, alors que l'ORTF y a renoncé déclenchant une violente contestation de ses émissions par les contestataires.

### Entrevue entre le recteur et Cohn-Bendit, arrangée par Touraine et Peyrefitte
Peyrefitte demande parallèlement à Alain Touraine, qu'il a bien connu vingt ans plus tôt comme condisciple à l'Ecole normale supérieure de retrouver Cohn-Bendit. Alain Touraine prend alors l'initiative de constituer une délégation composée, en plus de lui-même, de trois étudiants et trois professeurs. Parmi ces derniers, il a trouvé un équilibre entre les différentes composantes des universités parisiennes, afin de ne pas apparaitre trop "nanterrien" :  Jean-Loup Motchane, professeur à la Faculté des sciences de Paris, Paul Lacombe, chercheur au CNRS, professeur à la faculté d'Orsay et Paul Bacquet, qui dirige le département de lettres à l'Université de Paris-Sorbonne. Motchane s'expliquera sur cette délégation dans une lettre publiée par Le Nouvel Observateur du 15 au 21 mai 1968.
Vers 23 heures, au barrage de la police situé rue Soufflot, la délégation demande à voir le recteur Roche. Le commissaire laisse passer le groupe mais pas Cohn-Bendit. Touraine a dû insister près d'une heure pour qu'il passe aussi. La délégation est finalement entrée avant minuit mais entre-temps, Europe 1, dont le reporter Jean Andro est aussi chef des informations générales, les voit et annonce dans la foulée que le recteur Roche négocie, dans son bureau de la Sorbonne.
L'autorité académique en est immédiatement ridiculisée car Cohn-Bendit est censé être sanctionné le même jour par le Conseil de discipline de la Sorbonne. Touraine et Peyrefitte donnent donc ensuite une version apaisante de l'entrevue selon laquelle le recteur Roche aurait de lui-même pris l'initiative de recevoir Cohn-Bendit, mais sans le reconnaitre, Alain Touraine ayant rencontré par hasard l'étudiant, dans le labyrinthe des barricades, même si cette version semble peu vraisemblable: une semaine plus tôt, le recteur Roche a déjà assumé l'évacuation maladroite de la Sorbonne, mais seulement après les feux verts des différents ministres. Selon cette version, le ministre de l'Éducation nationale, Alain Peyrefitte, aurait même sommé, par téléphone, le recteur de mettre un terme à l'entrevue, selon le récit d'Alain Touraine, qui précise avoir téléphoné au ministre une fois dans le  bureau du recteur. Selon James Marangé, c'est Louis Joxe qui a découvert que la délégation n'était pas la bonne, et s'en est plaint auprès de Peyerefitte, qui a dû faire volte-face. Selon le récit d'Alain Touraine, l'équipe constituée par lui demandera au recteur de descendre dans la rue prendre le pouls de l'agitation, puis un peu plus tard de démissionner.
Le recteur n'autait fait que répéter les propositions précédentes : rouvrir la Faculté de La Sorbonne et « examiner avec bienveillance » les situations des personnes arrêtées. Cohn-Bendit sort de son bureau vers 2 heures 30 du matin et déclare à une radio qu'« il n'y a pas que des étudiants, il y a aussi des jeunes chômeurs ». La sortie des "sept" permet le déclenchement de l'assaut des CRS, qui mettront deux heures à démanteler toutes les barricades, dont la plupart sont dans la même rue.

### Des étudiants viennent de Normandie dans la nuit
A Rouen, quatre ou trois copains tentent de rejoindre la capitale en partant à minuit en 2CV mais en arrivant ils constatent que le quartier est bouclé et doivent repartir.

### Matinée du 11 mai
Pendant que le recteur recevait délégation Touraine de sept personnes, James Marangé le secrétaire général de la Fédération de l'Éducation nationale (FEN), rencontre Alain Peyrefitte, ministre de l'éducation, à une heure du matin, avec Jean Daubard, le secrétaire général du Syndicat national des instituteurs. Le ministre de l'Éducation, qui ne rencontrait plus l'UNEF depuis des années, accepte une réunion le dimanche 12 mai avec elle, le SNESup et FEN.
Le samedi matin, Jacques Sauvageot téléphone au directeur de cabinet de Louis Joxe pour réclamer comme la veille l'amnistie. De son côté, James Marangé appelle Geismar et Sauvageot à 9 heures du matin pour les inviter puis accueille vers dix heures dans son bureau Alain Geismar et Montassier, trésorier de l'UNEF. Ils boivent le champagne, avec les sandwitch achetés au passage, car le ministre accepte pour la première fois de les recevoir ensemble.
Ils décident qu'ils doivent rencontrer le directeur de cabinet d'Alain Peyrefitte au siège du Syndicat national des instituteurs. Il faut cependant attendre le feu vert de Jacques Sauvageot, qui a disparu depuis la veille, mais le prefet de police Maurice Grimaud téléphone  immédiatement pour dire qu'il est retrouvé et il arrive une demi-heure après. Sauvageot explique qu'il doit convoquer un bureau de l'UNEF pour le consulter sur cette future réunion. Le bureau de l'UNEF décline l'offre un peu avant midi et refuse son feu vert, car les deux ministres demandent en contrepartie l'arrêt des manifestations ,, ce qui est jugé impossible par la direction du PSU, majoritaire au bureau de l'UNEF. Les directions des deux syndicats avaient fixé lors d'une assemblée commune le 7 mai 3 points non-négociables, parmi lesquels la libération des étudiants arrêtés, le retrait des policiers de Nanterre et La Sorbonne et leur réouverture, mais dès le 7 mai le ministre exigeait l'arrêt des manifestations et il réitère cette exigence.
Une conférence de presse a été convoquée à midi par Jacques Sauvageot et Alain Geismar où certains médias vont faire état de la première apparition d'un représentant des Comités d'action lycéen. Il s'agit d'effectuer une « Mise au point des organisateurs de la manifestation » de la veille pour démentir les propos des ministères de l'Intérieur et de l'Éducation. Après la conférence de presse, Sauvageot et Geismar reprennent leurs négociations avec les syndicats de salariés au sujet de la manifestation commune du 14 mai, que la CGT accept finalement d'avancer d'un jour, c'est-à-dire le surlendemain. Cette nouvelle date sera annoncée à la presse à 15H30.
Comme il est le seul à avoir rencontré le recteur pendant deux heures la veille, et que l'UNEF est embarrassée par le ministre qui veut lui faire porter la responsabilité de l'absence de négociations, Cohn-Bendit exige d'être présent à la conférence de presse. Il figure sur la photo, qui sera coupée sur sa droite par l'AFP, faisant disparaître le visage de Michel Recanati, le représentant des comités d'action lycéen . Mais Le Monde ne cite pas Cohn-Bendit. C'est Sauvageot qui parle le premier, pour dénoncer un asaut policier « sans préavis et sans les sommations habituelles », des grenades contenant un gaz dangereux « interdit par la Ligue des droits de l'homme », des barricades « incendiées par la police » et enfin une « ratonnade, plus rapide et plus brutale que celle qui avait eu lieu à la faculté d'Alger » des années plus tôt. Alain Geismar de son côté ridiculise l'accusation de « non-respect de l'ordre de dispersion » car à 3 heures du matin « le quartier Latin était transformé en une véritable souricière ».
Jacques Sauvageot (UNEF) et Alain Geismar (SNESup) sont les héros du jour : non seulement ils ont animé la soirée avec un dialogue très ferme avec le recteur, en direct sur les ondes des deux grandes radios qui ont couvert l'événement sur le terrain, évitant peut-être le pire et sans céder, mais on apprend dans la matinée que les journalistes de l'ORTF se rebellent pour la première fois, et dénoncent la censure de l'émission Panorama, dans laquelle Jacques Sauvageot et Alain Geismar avaient réussi à se faire interviewer, sachant qu'ils ont pu aussi parler aux reporters d'une autre émission télé "Zoom", qui est déjà annoncée et programmée. L'ORTF réagit rapidement : elle reprogramme pour le soir même  l'émission Panorama censurée et annonce un débat en direct, dans cinq jours, qui réunira trois journalistes de presse écrite, face à Jacques Sauvageot et Alain Geismar ainsi qu'un troisième représentant des insurgés qui s'avèrera être... Daniel Cohn-Bendit.
En fait, le soir, Panorama passe bien à l'antenne mais sans les séquences sur la crise étudiante, tandis que Zoom, qui leur donnait aussi la parole, passera le mardi 14 mai mais amputée des interviews de Jacques Sauvageot et Alain Geismar. Ce sera l'émission de débat en direct du 16 mai qui va créer le concept des "trois leaders", Jacques Sauvageot et Alain Geismar et Daniel Cohn-Bendit, comme ce dernier le reconnaitra dans son livre de 1975 "Le grand bazar", où il raconte également qu'Alain Geismar, en plus de l'avoir rejoint au sein du mouvement du 22 mars, l'accueillait régulièrement au sein des réunions du bureau national. Le 18 mai parait le dernier numéro de Paris-Match avant un mois de grève des imprimeurs. Il est plein de photos de  Daniel Cohn-Bendit, datant du 11 mai et surtout du 6 mai, que l'hebdomadaire n'avait pas publiée dans son numéro précédent, en particulier la plus célèbre de l'histoire, celle de Gilles Caron à la Sorbonne. Dans la foulée, le Nouvel Observateur décide de la faire interviewer par Jean-Paul Sartre pour son numéro du 20 mai.

### Images télévisées de la répression
La répression policière des manifestations apparait longuement le lendemain sur toutes les chaînes de télévision avec une bande son sans trop de commentaires mais où alterne percussions et musique de Wagner. Le lendemain à midi, la désolation du Quartier Latin dévasté, avec des voitures retournées, le bilan des dégâts matériels et des blessés parlent plus qu'aucun commentaire. Le récit de la soirée par les radios n'arrange rien, on apprend que les CRS tirent des grenades à l'intérieur des appartements et mettent trois heures pour venir à bout d'une vingtaine de barricades.
L'émission télévisée de la mi-journée Télémidi s'y consacre principalement et obtient six points de plus que sa moyenne habituelle, battant le record du mois.

### Réaction de la presse quotidienne
Avant la nuit des barricades, les étudiants sont seuls et mal vus par la presse, parfois très critique: France-Soir dénonce des  «fils de bonnes familles» qu'il juge «dévoyés» car «des provocateurs sèment l'émeute», tandis que Figaro s'indigne en posant la question «étudiants, ces jeunes ? ils relèvent de la correctionnelle plutôt que de l'Université».
Le 11 mai au matin, après l'assaut des barricades de la nuit, la couverture évolue.
«Halte à la répression» titre en très gros caractères sur toute sa Une l'édition spéciale du 11 mai 1968 de l'Humanité, sur une seule page, en format quotidien, recto-verso, en appelant à une riposte massive et la convocation du parlement. Vendue dès le matin à la criée, au Quartier Latin, elle voit ses vendeurs assaillis.
Tous les quotidiens du samedi 11 mai, excepté l'édition spéciale de L'Humanité à 11 heures, sont partis sous presse au moment où aucune barricade n'était encore érigée, mais les jours suivant « l'ensemble de La presse désapprouve les brutalités policières », les quatre principaux quotidiens accordent aux étudiants dans un statut de victimes, après les avoir sévèrement condamnés les jours précédents. Le Monde, le moins sévère d'entre eux jusque-là, dans son édition des 12 et 13 mai, mise sous presse le dimanche matin, souligne que les négociations ont échoué.
En province, des manifestations s'improvisent et des mouvements se créent comme le Mouvement du 11 mai à Marseille.
Entre-temps, du  13 mai au 15 mai au matin, les parutions des journaux risquent d'être supprimées, car la Fédération du livre CGT s'est mobilisée dès le week-end, même si elle ne décrétera l’ordre de grève que le 20 mai, et pour sa branche "Labeur" (imprimeries hors-presse) « dans un souci d’information des travailleurs » sur décision du Comité fédéral national.
Des imprimeurs avaient voulu auparavant montrer aux contestataires, dont certains avaient pu venir dans les imprimeries, des signes d'appui, par exemple, l’équipe composition de « Paris-Jour » , réunie le vendredi 10 mai 1968, avait critiqué la résolution du Comité intersyndical du Livre parisien, publiée le même jour, et appuyé au contraire la résolution du Comité syndical des Correcteurs adoptée le 6 mai 1968 sur la solidarité nécessaire due aux étudiants. Selon Daniel Legerot, CGT et secrétaire du Comité d'entreprise, l’Imprimerie Cino del Duca de Maisons-Alfort, qui emploie 760 salariés, est en effervescence dès le vendredi 10 mai, tandis que des étudiants lyonnais ont, en fin de week-end, encerclé l'imprimerie du Progrès à Chassieu, bloquée dans la nuit du 12 au 13 mai et que les NMPP resteront en grève du 15 mai au 4 juin.
Les imprimeurs ne veulent alors ni de revendications corporatistes ni renverser le capitalisme et souhaitent, appuyés sur ce point par le dirigeant CGT Henri Krasucki, ancien résistant, que la presse quotidienne « paraisse pour avoir les informations autres que celles de la radio », sans non plus s'en tenir à L'Humanité « au risque d'être accusés de mettre en cause la liberté d'information et d'être inféodés au PCF ».
À partir du 13 mai, la mobilisation des syndicats de salariés puis la grève éloignent le spectre du désordre qui inquiétait les journaux. Pour Le Monde, Le Figaro, France- Soir et L'Humanité, « le mouvement étudiant reste simplement le détonateur d'un immense élan revendicatif ». Dans Le Monde, Nicole-Lise Bernheim estime simplement que «reste à savoir si les dirigeants syndicaux arriveront à convaincre l'UNEF de se désolidariser - partiellement ou totalement - de certaines formes prises par le mouvement étudiant - et s'ils parviendront à conserver l'initiative complète du développement des actions revendicatives dont l'explosion frappe vivement l'opinion publique.».

### Réactions du parti communiste
Dans la soirée et le lendemain, samedi 11 mai, après la  journée des barricades du 10 mai 1968, ce sont les interventions d'un grand nombre de militants communistes, via les cellules du PCF qui
poussent le journal communiste L'Humanité à tirer un numéro spécial à onze heures du matin le samedi 11 mai , écrira Daniel Cohn-Bendit : "de provocateurs, nous étions devenus des martyrs". Selon lui, "des tracts de soutien contre la répression" avaient déjà été ronéotypés, "sans attendre la position officielle du parti".

### Rôle de la photographie et du récit sur les radios
C’est après la première nuit des barricades dans le quartier latin du 10 au 11 mai que les trois magazines d'actualité français consacrent pour la première fois leurs premières pages aux événements du Quartier Latin avec de nombreuses photographies.
Paris Match avait cependant effectué une présentation des enjeux du mouvement, en France comme en Allemagne, dès le mois d'avril. Le numéro du 6 avril 1968 de Paris-Match consacré deux colonnes à l'allemand Rudi Dutschke sous le titre « La révolte des étudiants a son Guevara :" Rudi le Rouge " avec une photo où il tient son bébé sur ses genoux et un sous-titre évoquant « l'épouvantail de Berlin-Ouest ». Le numéro du 13 avril 1968 titre sur l'assassinat du pasteur noir américain Martin Luther King, mais inclut aussi un reportage à de Nanterre décrivant « Une poignée de jeunes gens veut incarner la révolution planétaire » et l'illustrant par une photographie en noir et blanc dont la légende est « Réunion à Nanterre : Fesch (trotskiste) contre Auduc (pro-chinois) ». Paris Match du 18 mai 1968, en page 8, présente "à la tête" des enragés de Nanterre "un jeune étudiant en sociologie, Cohn-Bendit", un reportage qui commence par six pages de photographies en noir et blanc de la première nuit des barricades.
Le numéro offre un peu plus loin un article puis 15 pages de photos consacrées aux événements du lundi 6 mai, survenus près de deux semaines plus tôt qui permettent selon le magazine de comprendre les causes des émeutes de la nuit du 10 mai, avec une photo de Gilles Caron de Daniel Cohn-Bendit, face à un policier, devant la Sorbonne, le 6 mai 1968, jour des premiers affrontements, sur laquelle, "la teinte orangée de la chemise de l'étudiant tranche avec le bleu sombre des uniformes policiers". La parution du journal est ensuite suspendue.